# Christa Siems

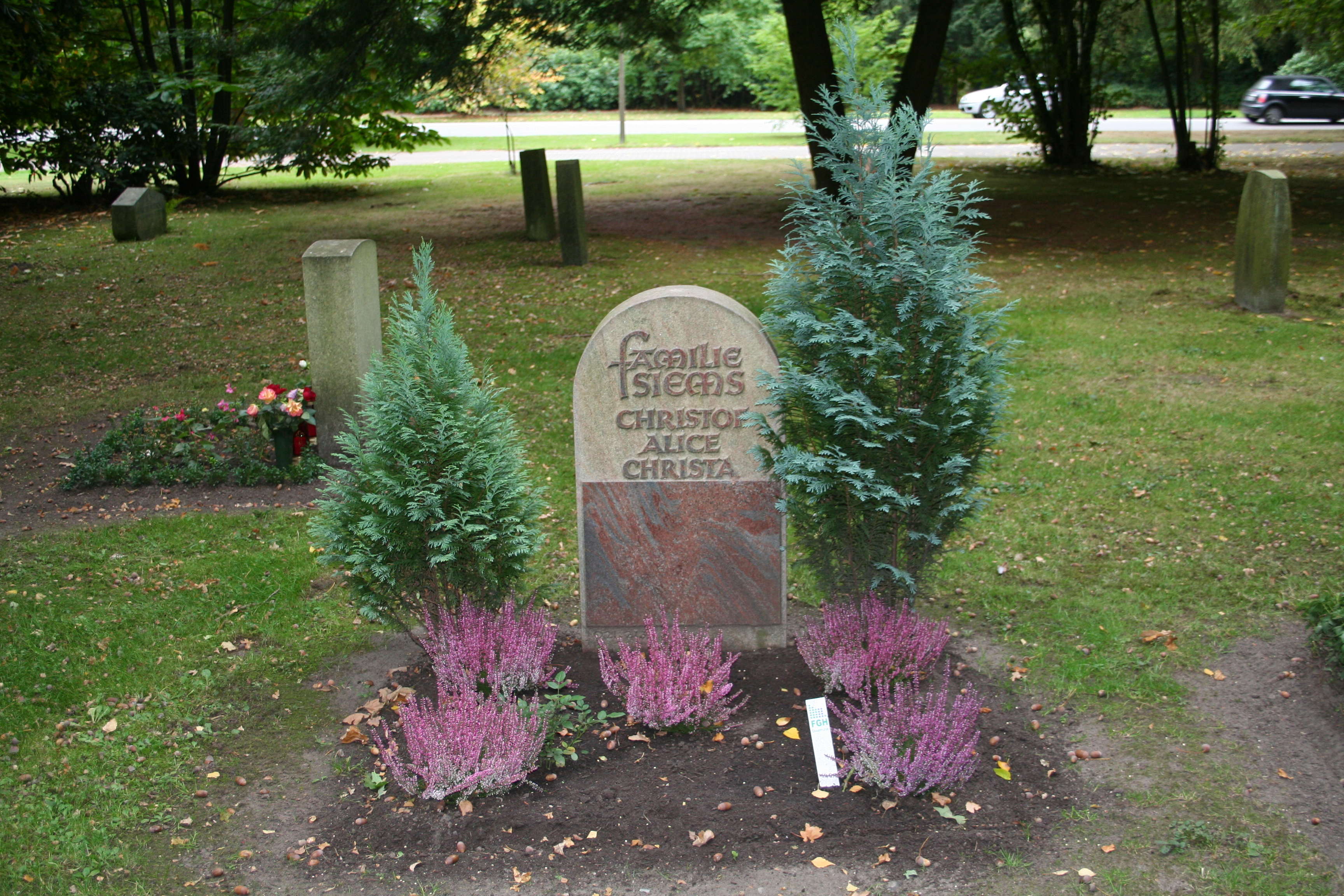
Grab von Christa Siems auf dem Friedhof Ohlsdorf

Christa Siems (verh. Raider) (* 28. Juni 1916 in Hamburg; † 26. Mai 1990 ebenda) war eine deutsche Volksschauspielerin.

## Leben
Ein Jahr vor ihrem Abitur verschlug es Christa Siems nach Düsseldorf, um am dortigen Schauspielhaus den Beruf der Schauspielerin zu erlernen. Engagements in Flensburg, Neuss und Halle schlossen sich an, bevor sie 1946 nach Hamburg zurückkehrte. Dort wurde sie noch im selben Jahr Ensemblemitglied im St. Pauli Theater, dem sie bis 1981 angehörte und verkörperte in unzähligen Stücken mit Hamburger Lokalkolorit die unterschiedlichsten Figuren, häufig an der Seite ihrer Kollegin Trude Possehl. Als einzige Frau spielte Christa Siems in über 300 Vorstellungen die Zitronenjette in Paul Möhrings gleichnamigem Volksstück, eine Rolle, die traditionsgemäß männlich besetzt wurde, z. B. mit Wilhelm Seybold (1900), Ernst Budzinski (1940) oder Henry Vahl (1971).
Bekannt wurde Christa Siems auch durch ihre Hörspiel-Arbeiten beim Rundfunk. Seit 1940 wirkte sie darüber hinaus in Spielfilmen, Fernsehstücken und -serien mit, so in Für die Katz (1940) und in Pension Schöller, als Ehefrau von Otto Lüthje in Das Haus an der Stör aus der Reihe Stahlnetz mit Rudolf Platte, in Hafenpolizei mit Monika Peitsch, in Hafenkrankenhaus mit Anneli Granget, in Polizeifunk ruft mit Karl-Heinz Hess, im Tatort und in Gestatten, mein Name ist Cox mit Günter Pfitzmann.
Von 1975 bis 1982 wurde sie vielen Kindern als Oma Kluge in der Sesamstraße, in der sie einen Tante-Emma-Laden betrieb, bekannt. Als 1978 der Betrieb der Hamburger Straßenbahn zugunsten der U-Bahn eingestellt wurde, erschien aus diesem Anlass eine Schallplatte, auf der Siems zusammen mit dem Schauspieler Günter Lüdke die Geschichte der Hamburger Straßenbahn nacherzählte.
Christa Siems, die in Folge einer Darmoperation starb, wurde auf dem Friedhof Ohlsdorf in Hamburg beigesetzt. In einem Nachruf schrieb das Hamburger Abendblatt, Siems sei mit „ihrem deftigen Humor, ihrer markanten Stimme“ und einer Mischung aus Platt- und Hochdeutsch zu „einem großen Hamburger Bühnenliebling“ geworden. Im Mai 2018 beschloss der Hamburger Senat, einen Teil der Parkanlage Grindelberg in Christa-Siems-Park umzubenennen. Der Park liegt nördlich der Hallerstraße, in der Siems wohnte.

## Filmografie (Auswahl)
- 1940: Für die Katz
- 1958–1963: Stahlnetz (5 Episoden)
  - Stahlnetz: Die Tote im Hafenbecken (Vermieterin)
  - Stahlnetz: Saison (Ehefrau des Polizeimeisters Wohlers)
  - In jeder Stadt … (Wäschereiangestellte)
  - Stahlnetz: Spur 211 (Zeugin mit Wäschekorb)
  - Das Haus an der Stör (Frau Schmidt)
- 1960: Pension Schöller
- 1961: Bei Pichler stimmt die Kasse nicht
- 1961: Gestatten, mein Name ist Cox (13 Episoden)
- 1964–1966: Hafenpolizei (2 Episoden)
- 1964–1973: Haifischbar (4 Episoden)
- 1964: Das Kriminalgericht – Der Fall Krantz
- 1964: Polizeirevier Davidswache
- 1965: Die Flasche
- 1965: 4 Schlüssel
- 1966: Ab morgen haben wir Humor
- 1966: Das Nachtjackenviertel
- 1967: Keine Angst vor Kolibris
- 1967: Ein Fall für Titus Bunge (1 Episode)
- 1968: Hafenkrankenhaus (12 Episoden)
- 1968: Drei Frauen im Haus
- 1968: Anker auf und Leinen los! (13 Episoden)
- 1969: Die Engel von St. Pauli
- 1969: Reisedienst Schwalbe (13 Episoden)
- 1969: Ein Jahr ohne Sonntag
- 1970: Polizeifunk ruft (1 Episode)
- 1970: Unter den Dächern von St. Pauli
- 1970: Liebling, sei nicht albern!
- 1970: Ach du Schreck, mein Mann ist weg
- 1970: Tournee – Ein Ballett tanzt um die Welt
- 1970–1973: Hamburg Transit (3 Episoden)
- 1971: Der Junge von St. Pauli
- 1972: Wenn der Hahn kräht
- 1972: Das Kurheim (13 Episoden)
- 1973: … aber Jonny!
- 1973: Das darf doch nicht wahr sein!
- 1975: Im Auftrag von Madame – Dirhams
- 1975–1982: Sesamstraße (Oma Kluge)
- 1977: Peter Voss, der Millionendieb
- 1977: Bezauberndes Fräulein
- 1978: Moritz, lieber Moritz
- 1978: Die schöne Marianne
- 1980: St. Pauli-Landungsbrücken (1 Episode)
- 1981: Das Traumschiff (1 Episode)
- 1982: Mein Bruder und ich
- 1982: Das Beil von Wandsbek
- 1984: Jagger und Spaghetti
- 1984: Geschichten aus der Heimat (1 Episode)
- 1985: Ein Fall für TKKG (1 Episode)
- 1985: Diese Drombuschs (4 Episoden)
- 1986: Vertrauen gegen Vertrauen
- 1991: Tatort: Finale am Rothenbaum

## Hörspiele
- 1963: Der Entartete – Regie und Sprecher: Hans Lietzau
- 1966: Dat Sympathiemiddel – Regie: Curt Timm
- 1966: De Wegg torügg – Regie und Sprecher: Curt Timm
- 1967: Dat blifft in de Familje – Regie: Heinz Lanker
- 1967: Op Düwels Schuvkaar – Regie: Hans Tügel
- 1969: Dat Argernis – Regie und Sprecher: Heini Kaufeld
- 1970: Dat Testamentexamen – Regie: Heinz Lanker
- 1971: Lehrjohrn – Regie: Rudolf Beiswanger